# Brändö, Föglö
Brändö är en by i Föglö kommun på Åland med 4 invånare (2023). I kameralt hänseende är byn historiskt ett enstaka hemman. 
Brändö hörde fram till 2006 till Föglö församling, därefter till Ålands södra skärgårdsförsamling. 

## Geografi
Brändö ligger i den del av kommunen som kallas Östersocken och gränsar i norr mot byn Finholma, i öster mot byn Horsholma, i söder mot byn Sanda och i väster mot byn Sonboda.
Bebyggelsen ligger på en tidigare ö, Brändö, som genom landhöjningen har växt samman med flera andra öar i söder och tillsammans bildar Östersocken. 
Östersocken har förbindelse med de västra delarna av Föglö via Brändöströms bro över Brändö strömmen, det smala sund som skiljer Brändö från byn Sonboda. Den gamla bron, en smal hängbro byggd 1958, i folkmun Golden Gate,  ersattes 2022 av en ny bro av annan konstruktion.

## Historia
Byn Brändö är en medeltida avsöndring från grannbyn Horsholma i söder, som i sin tur är avskild från områdets urby Hastersboda.
Namnet Brändö kommer av att växtligheten på ön någon gång brunnit, kanske till följd av ett blixtnedslag. Namnet är vanligt i skärgårdarna längs Sveriges och Finlands kuster; bara på Åland finns ett flertal Brändö, förutom i Föglö också i kommunerna Geta, Hammarland, Jomala och förstås i Brändö.
Byn Brändö hade helt säkert existerat i flera hundra år när den nämns första gången i de historiska källorna, i 1530-talets skatteböcker. Då hette bönderna Klaus Andersson och Bertil Eriksson. Den ena gården, den som Bertil Eriksson innehade, var speciell på så vis att den låg till hälften i Brändö och till hälften i grannbyn Sanda. 
Hur detta egendomliga förhållande uppkommit, finns veterligen inga uppgifter om. Mest sannolikt är väl att det skett genom arv. På 1650-talet blev gården öde och delades sedan mellan den andra Brändögården och en gård i Sanda. Därefter fanns bara en gård i Brändö.
En beskrivning av byn ges i samband med den skattläggning som lantmätaren Carl Niclas Biörckbom gjorde 1773 och som resulterade i den första kartan över Brändö. Bonden försörjde sig på jordbruk och boskapsskötsel samt fiske. Skogen räckte till gårdens eget behov av timmer, gärdsle och brännved. Fisket var ringa, högst tolv lispund (ca 100 kg) till avsalu. Någon annan inkomstkälla hade inte Brändöbonden, förutom att han sålde en del ost och kreatur i Stockholm.
Det enstaka hemmanet Brändö delades i början av 1800-talet mellan två bröder, Anders Henriksson (född 1778) och Johan Henriksson (1780–1848). Anders sålde sin halva redan 1804, blev istället skärgårdsstyrman och kallade sig Brändstedt. Johans halva ägs fortfarande av hans efterkommande och kallas Johans efter Johan Henriksson. Den andra halvan heter Nedergård och kallas Nordlunds i folkmun.

## Sevärdheter
En sevärdhet i byn är Nedergårds gårdsmuseum. Där finns samlingar inom skärgårdskultur och sjöfart, båtmodeller samt galleri Lillstugan.

## Befolkningsutveckling
| Befolkningsutvecklingen i Brändö 1970–2020 | Befolkningsutvecklingen i Brändö 1970–2020 | Befolkningsutvecklingen i Brändö 1970–2020 | Befolkningsutvecklingen i Brändö 1970–2020 | Befolkningsutvecklingen i Brändö 1970–2020 |
| ------------------------------------------ | ------------------------------------------ | ------------------------------------------ | ------------------------------------------ | ------------------------------------------ |
|                                            |                                            |                                            |                                            |                                            |
| År                                         |                                            |                                            | Folkmängd                                  |                                            |
| 1970                                       | 1970                                       |                                            | 8                                          |                                            |
| 1980                                       | 1980                                       |                                            | 3                                          |                                            |
| 1990                                       | 1990                                       |                                            | 3                                          |                                            |
| 2000                                       | 2000                                       |                                            | 0                                          |                                            |
| 2010                                       | 2010                                       |                                            | 0                                          |                                            |
| 2020                                       | 2020                                       |                                            | 4                                          |                                            |
|                                            |                                            |                                            |                                            |                                            |